# Tour de Bretagne 2008
Die 42. Tour de Bretagne fand vom 25. April bis 1. Mai 2008 statt. Das Radrennen wurde in sieben Etappen über eine Distanz von 941,6 Kilometern ausgetragen. Das Rennen war Teil der UCI Europe Tour 2008 und in die Kategorie 2.2 einstuft.

## Etappen
| Etappe    | Tag       | Start – Ziel                     | km    | Etappensieger     | Führender         |
| --------- | --------- | -------------------------------- | ----- | ----------------- | ----------------- |
| 1. Etappe | 25. April | Arzon – Sarzeau                  | 151,8 | Coen Vermeltfoort | Coen Vermeltfoort |
| 2. Etappe | 26. April | Sarzeau – La Chapelle-des-Marais | 156,5 | Coen Vermeltfoort | Coen Vermeltfoort |
| 3. Etappe | 27. April | Le Cambout – Fréhel              | 146,1 | Lars Boom         | Coen Vermeltfoort |
| 4. Etappe | 28. April | Guingamp – Lesneven              | 169,1 | Julien Antomarchi | Julien Antomarchi |
| 5. Etappe | 29. April | Lannion – Lannion                | 145,7 | Benoît Poilvet    | Benoît Poilvet    |
| 6. Etappe | 30. April | Dol-de-Bretagne (EZF)            | 023,4 | Lars Boom         | Benoît Poilvet    |
| 7. Etappe | 1. Mai    | Dol-de-Bretagne – Dinan          | 148,9 | Fredrik Wilmann   | Benoît Poilvet    |